# Багдасарьян, Юрий Викторович
Ю́рий Ви́кторович Багдасарья́н (6 июня 1972) — советский и российский футболист, полузащитник.
Выступал за «Шинник», «Мосэнерго» и «Спортакадемклуб». За «Мосэнерго» в общей сложности сыграл 359 матчей и забил 76 голов.

## Карьера
Начинал карьеру в московском «Динамо». В 1990 и 1991 годах он играл во второй низшей лиге за «Динамо-2». В 1992 году выступал за «Динамо-д» во второй лиге России и в Кубке России. Не сыграв ни одного матча за основной состав «бело-голубых», Юрий ушёл в «Шинник». В первой лиге Багдасарьян дебютировал 21 мая 1993 года в матче 9-го тура против «Лады», выйдя на замену вместо Артёма Яшкина. Всего за «Шинник» сыграл 15 матчей. В 1994 году перешёл в «Мосэнерго». Первые три сезона команда играла в третьей лиге, затем стала выступать во втором дивизионе. За 9 лет в чемпионате Багдасарьян провёл 340 матчей, забив 75 мячей. В Кубке он сыграл 19 матчей и забил 1 гол. После «Мосэнерго» ушёл в «Спортакадемклуб», где и завершил карьеру.